# Beaumont-le-Roger
Cet article concerne la commune dans l'Eure. Pour les articles homonymes, voir Beaumont.
Beaumont-le-Roger est une commune française située dans le département de l'Eure, en région Normandie.
Ses habitants sont appelés les Beaumontais. Au dernier recensement de 2022, la commune compte 2 767 habitants.
Le seigneur local Roger de Beaumont lui a donné son nom au XIe siècle.

## Géographie

### Localisation
Beaumont-le-Roger est une commune du pays d'Ouche située au cœur de la vallée de la Risle.

### Communes limitrophes
| Fontaine-l'Abbé | Serquigny, Launay | Beaumontel              |
| Mesnil-en-Ouche (comm. dél. de Gouttières et de Saint-Aubin-le-Guichard), Corneville-la-Fouquetière, Fontaine-l'Abbé | Beaumont-le-Roger | Barc, Grosley-sur-Risle |
| Le Noyer-en-Ouche | Le Noyer-en-Ouche | Le Noyer-en-Ouche       |

### Boisement
Beaumont-le-Roger se situe au bord d'une forêt qui porte son nom. Cette forêt couvre une surface de 3 600 ha et s'étend sur quatre communes. Elle constitue le plus vaste domaine forestier privé de Normandie.

### Voies de communication et transports
Beaumont-le-Roger se trouve à environ 30 km d'Évreux en allant rejoindre la route départementale 613 par la RD 31 ou la RD 133.
Elle se trouve aussi à environ 30 km de l'A28 en passant par Bernay.
La ville est traversée par la voie ferrée Paris-Cherbourg (gare de Beaumont-le-Roger).

### Hydrographie
La commune est située dans le bassin Seine-Normandie. Elle est drainée par la Risle, la Bave, la Georgette, des bras de la Risle et divers autres petits cours d'eau, parmi lesquels le fossé 02 de la commune de Saint-Aubin-le-Guichard.
La Risle, d'une longueur de 145 km, prend sa source dans la commune de Planches et se jette  dans la Seine à Berville-sur-Mer, après avoir traversé 52 communes.

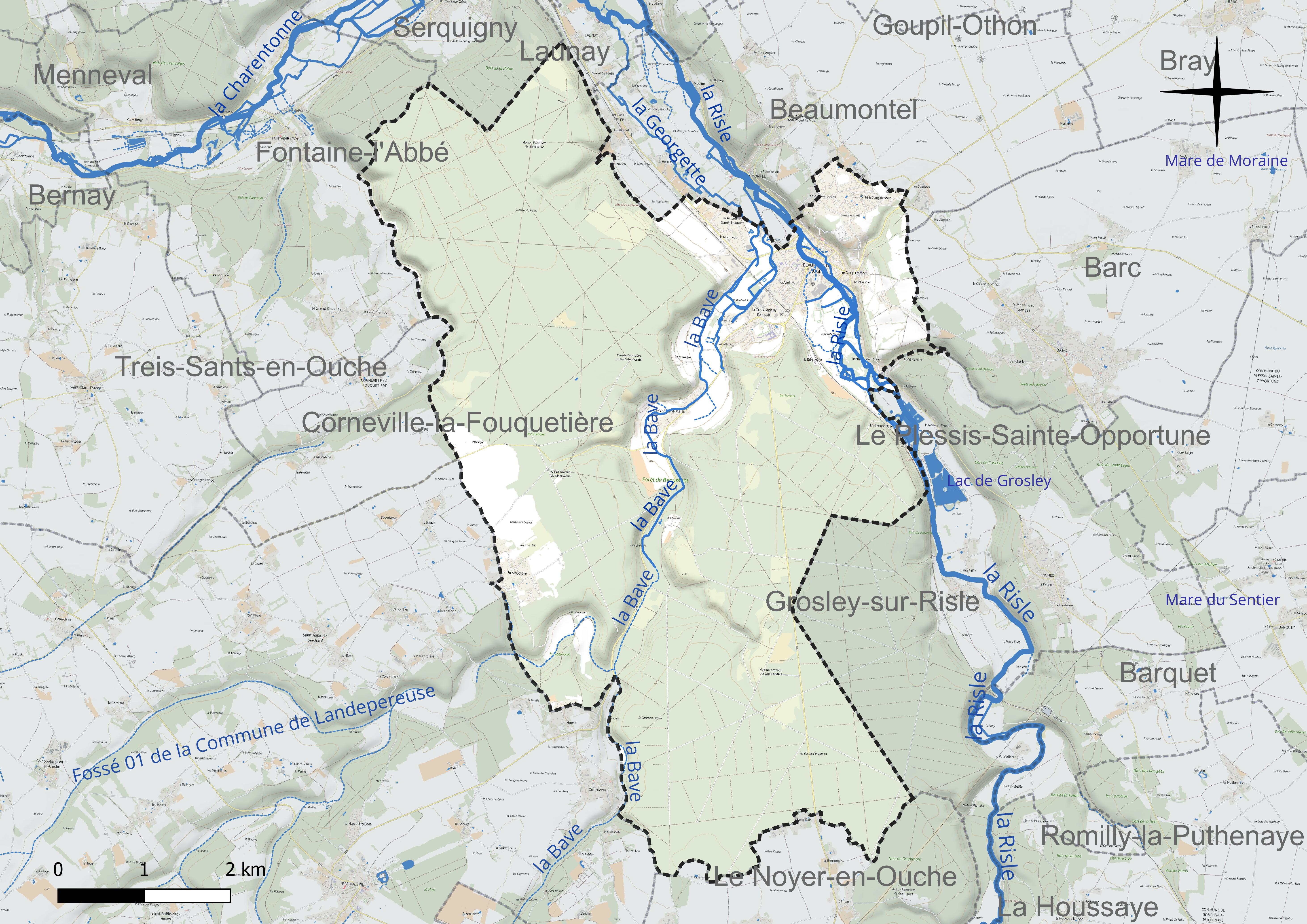
Réseau hydrographique de Beaumont-le-Roger.

La Bave, d'une longueur de 12 km, prend sa source dans la commune du Noyer-en-Ouche et se jette  dans la Risle à Beaumontel, après avoir traversé quatre communes.

### Climat
Pour des articles plus généraux, voir Climat de la Normandie et Climat de l'Eure.
En 2010, le climat de la commune est de type climat océanique dégradé des plaines du Centre et du Nord, selon une étude du CNRS s'appuyant sur une série de données couvrant la période 1971-2000. En 2020, Météo-France publie une typologie des climats de la France métropolitaine dans laquelle la commune est exposée à un climat océanique et est dans la région climatique  Côtes de la Manche orientale, caractérisée par un faible ensoleillement (1 550 h/an) ; forte humidité de l’air (plus de 20 h/jour avec humidité relative > 80 % en hiver), vents forts fréquents. Parallèlement le GIEC normand, un groupe régional d’experts sur le climat, différencie quant à lui, dans une étude de 2020, trois grands types de climats pour la région Normandie, nuancés à une échelle plus fine par les facteurs géographiques locaux. La commune est, selon ce zonage, exposée à un « climat des plateaux abrités », correspondant aux plaines agricoles de l’Eure, avec une pluviométrie beaucoup plus faible que dans la plaine de Caen en raison du double effet d’abri provoqué par les collines du Bocage normand et par celles qui s’étendent sur un axe du Pays d'Auge au Perche.
Pour la période 1971-2000, la température annuelle moyenne est de 10,4 °C, avec  une amplitude thermique annuelle de 13,9 °C. Le cumul annuel moyen de précipitations est de 725 mm, avec 12,1 jours de précipitations en janvier et 8,3 jours en juillet. Pour la période 1991-2020, la température moyenne annuelle observée sur la station météorologique la plus proche, située sur la commune de Bernay à 13 km à vol d'oiseau, est de 10,9 °C et le cumul annuel moyen de précipitations est de 666,9 mm,. Pour l'avenir, les paramètres climatiques de la commune estimés pour 2050 selon différents scénarios d’émission de gaz à effet de serre sont consultables sur un site dédié publié par Météo-France en novembre 2022.

## Urbanisme

### Typologie
Au 1er janvier 2024, Beaumont-le-Roger est catégorisée bourg rural, selon la nouvelle grille communale de densité à 7 niveaux définie par l'Insee en 2022.
Elle appartient à l'unité urbaine de Beaumont-le-Roger, une agglomération intra-départementale dont elle est ville-centre,. La commune est en outre hors attraction des villes,.

### Occupation des sols
L'occupation des sols de la commune, telle qu'elle ressort de la base de données européenne d’occupation biophysique des sols Corine Land Cover (CLC), est marquée par l'importance des forêts et milieux semi-naturels (80,9 % en 2018), une proportion sensiblement équivalente à celle de 1990 (81 %). La répartition détaillée en 2018 est la suivante : forêts (75,1 %), prairies (8,2 %), milieux à végétation arbustive et/ou herbacée (5,8 %), zones urbanisées (5,7 %), terres arables (4,2 %), zones industrielles ou commerciales et réseaux de communication (1,1 %). L'évolution de l’occupation des sols de la commune et de ses infrastructures peut être observée sur les différentes représentations cartographiques du territoire : la carte de Cassini (XVIIIe siècle), la carte d'état-major (1820-1866) et les cartes ou photos aériennes de l'IGN pour la période actuelle (1950 à aujourd'hui).

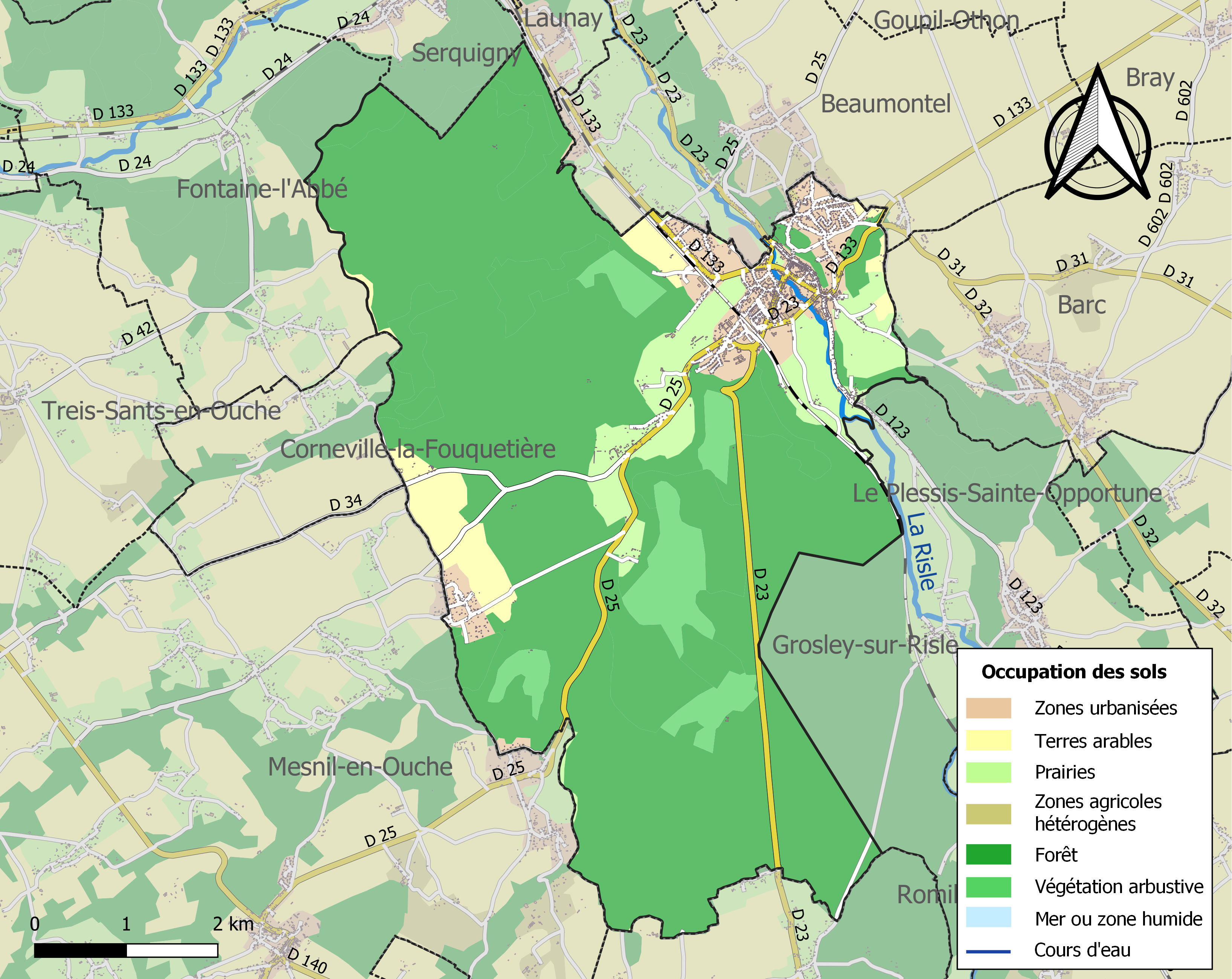
Carte des infrastructures et de l'occupation des sols de la commune en 2018 (CLC).

## Toponymie
Le nom de la localité est attesté sous les formes Belmont en l'an 1000, Bello monte vers 1040.
Le nom de la ville, Beaumont, est la contraction de « beau mont ». Le nom évoquerait sa situation dominante sur les vallées des environs.
La ville porte ce nom en hommage à Roger de Beaumont, premier seigneur du bourg au XIe siècle et conseiller de Guillaume le Conquérant.

## Histoire

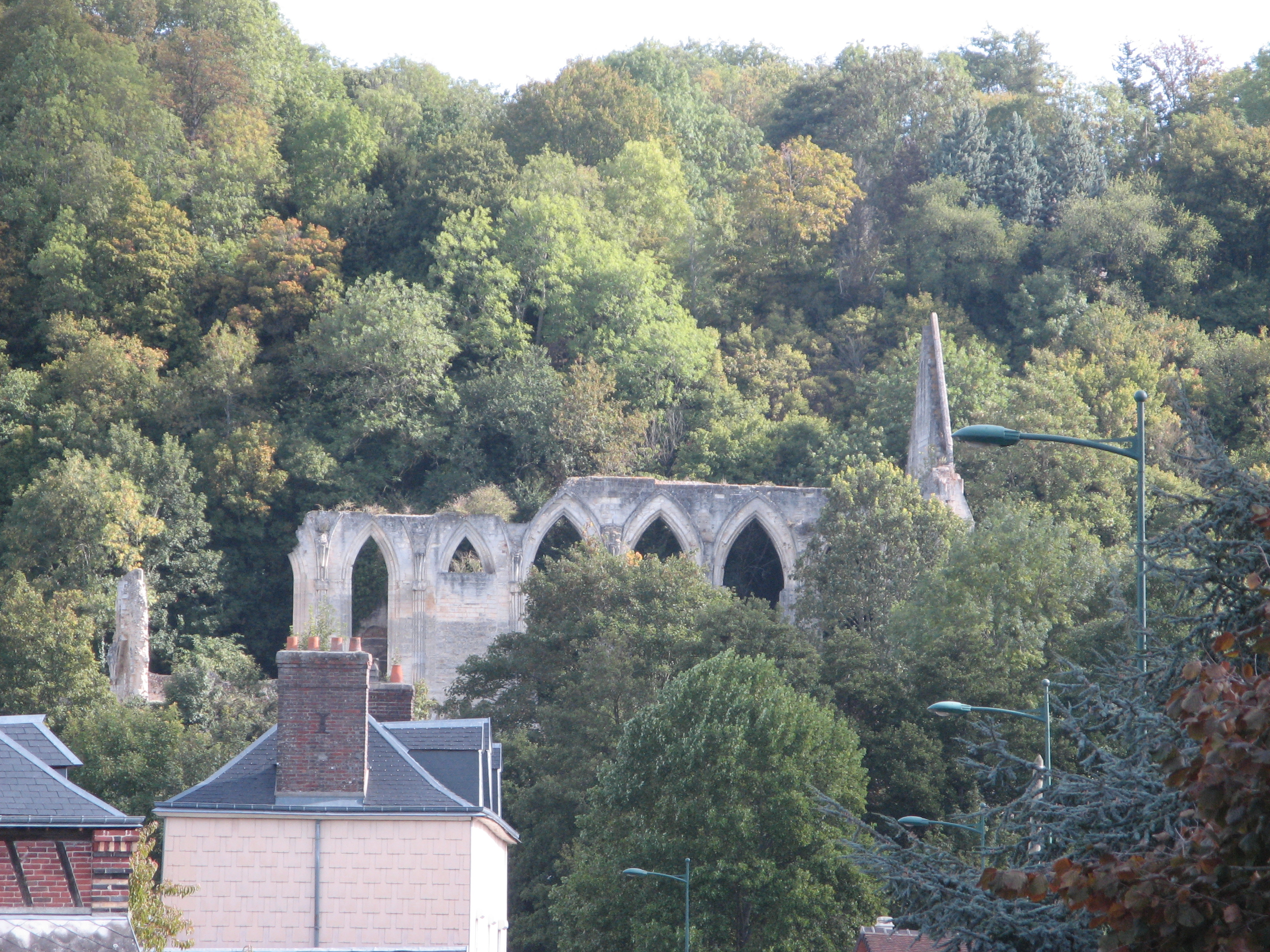
Le prieuré de la Sainte-Trinité.

La ville de Beaumont, avant de prendre le nom de Beaumont-le-Roger, appartenait au seigneur local Roger de Beaumont. Par la suite, la ville s’agrandit autour de Beaumont, comprenant Beaumont-la-ville, les quartiers des Vieilles et du Bourg-Dessus. Roger de Beaumont est à l'origine de la fondation du prieuré de la Sainte-Trinité, de l'église Saint-Nicolas ainsi que d'un château, avec une chapelle, attestée en 1324, en l'honneur de saint Jean attachée au château et qui a donné son nom au Mont Saint-Jean, dont il ne subsiste que de maigre vestiges. La chapelle aurait été fondée au milieu du XIe siècle, par le fils d'Onfroy, Roger qui se fait appeler Roger de Beaumont. C'est à ce dernier que l'on attribue la construction du château de Beaumont, de sa chapelle Saint-jean et d'une muraille entourant le Bourg-Dessus.
Beaumont faisait d'abord partie du domaine des ducs de Normandie et en fut détaché en 1008 au profit de l'épouse de Richard II de Normandie, Judith de Bretagne, qui en fit don à l'abbaye Notre-Dame de Bernay. En 1120, c'est Galéran IV de Meulan (1104-1166) qui hérite de Beaumont à la suite de son père Robert Ier. Le 7 janvier 1195, Robert II de Meulan, fidèle de Jean sans Terre, délivre une charte en faveur de Beaumont-le-Roger et suit, en 1203, le roi d'Angleterre de l'autre côté de la Manche, laissant ses places fortes à son fils Pierre († 1203 ou 1204), qui vers la fin d'avril se déclare en faveur de Philippe Auguste et lui rend Beaumont-le-Roger.
Domaine royal jusqu'en 1310, quand Philippe IV le Bel, roi de France, le donna en apanage à Robert III d'Artois, arrière-petit-fils de Robert Ier d'Artois, frère du roi Louis IX, connu sous le nom de Saint Louis. En janvier 1329, Philippe VI de Valois érigea Beaumont en comté-pairie, faisant de Robert III d'Artois un nouveau pair de France.
En 1354, à la suite du traité de Mantes, la ville est cédée par le roi Jean II le Bon à son gendre le roi Charles II de Navarre, avec de nombreuses autres terres normandes.
En 1651, le fief est cédé au duc de Bouillon en échange de la principauté de Sedan.
En 1815, l'église Saint-Léonard au Bourg-Dessus, abandonnée depuis la Révolution, est détruite et sombre dans l'oubli. Or, en 1985, des fouilles entreprises sur un terrain privé mettent au jour des vestiges de céramiques médiévales.
Du fait de sa proximité avec un important camp d'aviation installé par les Allemands pendant la Seconde Guerre mondiale, Beaumont-le-Roger fut bombardée à plusieurs reprises et l'église Saint-Nicolas, très endommagée, dut être en grande partie reconstruite. Plus de la moitié de la ville fut ainsi détruite (60 %), ce qui lui valut d'être décorée de la croix de guerre 1939-1945.

## Politique et administration

### Tendances politiques en 2020 et résultats
|                          | Jean-Pierre Le Roux *    | UDI                      | 774   | 74,49 | 20 | 4 |  |  |
|                          | Bruno Anquetil           | DVD                      | 265   | 25,5  | 3  | 0 |  |  |
|                          |                          |                          |       |       |    |   |  |  |
| Votes valides            | Votes valides            | Votes valides            | 1 039 | 97,28 |    |   |  |  |
| Votes blancs             | Votes blancs             | Votes blancs             | 13    | 1,22  |    |   |  |  |
| Votes nuls               | Votes nuls               | Votes nuls               | 16    | 1,50  |    |   |  |  |
| Total                    | Total                    | Total                    | 1 068 | 100   | 23 | 4 |  |  |
| Abstention               | Abstention               | Abstention               | 924   | 46,39 |    |   |  |  |
| Inscrits / participation | Inscrits / participation | Inscrits / participation | 1 992 | 53,61 |    |   |  |  |
| * Liste du maire sortant |                          |                          |       |       |    |   |  |  |

### Politique de développement durable
En 2017, la commune a été labellisée « 3 fleurs » par le Conseil national de villes et villages fleuris de France.

### Jumelages
La commune de Beaumont-le-Roger est jumelée à trois villes étrangères : 
- Obersulm ( Allemagne) ;
- Hercegkút ( Hongrie) ;
- Wotton-under-Edge ( Royaume-Uni).

## Population et société

### Démographie
L'évolution du nombre d'habitants est connue à travers les recensements de la population effectués dans la commune depuis 1793. Pour les communes de moins de 10 000 habitants, une enquête de recensement portant sur toute la population est réalisée tous les cinq ans, les populations de référence des années intermédiaires étant quant à elles estimées par interpolation ou extrapolation. Pour la commune, le premier recensement exhaustif entrant dans le cadre du nouveau dispositif a été réalisé en 2008.

En 2022, la commune comptait 2 767 habitants, en évolution de −6,08 % par rapport à 2016 (Eure : −0,25 %, France hors Mayotte : +2,11 %).
| 1793 | 1800  | 1806  | 1821  | 1831  | 1836  | 1841  | 1846  | 1851  |
| ---- | ----- | ----- | ----- | ----- | ----- | ----- | ----- | ----- |
| 949  | 1 237 | 1 582 | 1 768 | 2 515 | 2 317 | 2 063 | 2 044 | 2 030 |

| 1856  | 1861  | 1866  | 1872  | 1876  | 1881  | 1886  | 1891  | 1896  |
| ----- | ----- | ----- | ----- | ----- | ----- | ----- | ----- | ----- |
| 2 044 | 2 099 | 2 099 | 1 985 | 1 984 | 1 951 | 1 909 | 1 886 | 1 895 |

| 1901  | 1906  | 1911  | 1921  | 1926  | 1931  | 1936  | 1946  | 1954  |
| ----- | ----- | ----- | ----- | ----- | ----- | ----- | ----- | ----- |
| 1 915 | 1 917 | 2 092 | 2 201 | 2 043 | 2 070 | 2 020 | 1 991 | 2 175 |

| 1962  | 1968  | 1975  | 1982  | 1990  | 1999  | 2006  | 2008  | 2013  |
| ----- | ----- | ----- | ----- | ----- | ----- | ----- | ----- | ----- |
| 2 740 | 2 871 | 2 828 | 2 711 | 2 694 | 2 818 | 2 914 | 2 942 | 2 972 |

| 2018  | 2022  | - | - | - | - | - | - | - |
| ----- | ----- | - | - | - | - | - | - | - |
| 2 813 | 2 767 | - | - | - | - | - | - | - |

### Enseignement
La commune relève de l'académie de Normandie. Deux collèges sont situés à Beaumont : 
- le collège Saint-Georges, un établissement privé catholique, situé près du centre-ville ;
- le collège Croix-Maître-Renault, un établissement public inauguré en 1974, qui fut rénové en 2009-2010. Le 11 septembre 2010, un nouveau bâtiment abritant les salles de classe et les services d'administration fut officiellement inauguré par le maire Serge Desson, le principal du collège, Yves Le Bras, Jean-Pierre Nicolas, député de la deuxième circonscription de l'Eure et Jean-Louis Destans, président du conseil général de l'Eure.

## Économie
Trois industries sont installées dans la commune :
- Schneider Electric, entreprise de fabrication de composants électriques ;
- La scierie Croix-Maître-Renault ;
- Une minoterie.

## Culture locale et patrimoine

### Lieux et monuments
Beaumont-le-Roger compte trois édifices classés ou inscrits au titre des monuments historiques :
- l'église Saint-Nicolas (XIIIe, XIVe et XVe siècles)  Classé MH (1909)[42] ;
- le manoir du Hom (XVIe et XVIIe siècles)  Inscrit MH (1989)[43] ;
- les vestiges du prieuré de la Sainte-Trinité (XIe et XIIIe siècles)  Classé MH (1916)[44].

Par ailleurs, de nombreux autres monuments sont inscrits à l'Inventaire général du patrimoine culturel :
- la chapelle Saint-Marc, Saint-Léger-des-Forges (XIXe siècle) au lieu-dit Saint-Marc[45] ;
- la mairie (XVIe et XIXe siècles)[46]. Il s'agit de l'ancienne prison du bailliage du XVIe siècle ;
- le monument aux morts, œuvre du sculpteur Louis-Aimé Lejeune (1921), au lieu-dit les Vieilles[47] ;
- le pont aux Chèvres de la RD 23 sur la Risle (XVIIIe siècle)[48] ;
- trois manoirs : le premier du XVIe siècle au lieu-dit les Vieilles[49], le deuxième du XVIIe siècle au lieu-dit Val-Boncœur[50] et le troisième du XVIIIe siècle au lieu-dit le Bourg-Dessus[51] ;
- un four à chaux du XVIIIe siècle[52] ;
- un oratoire du XVIIIe siècle au lieu-dit Camp-de-Frémont[53] ;
- une ferme du XVIIe siècle au lieu-dit la Croix-Maître Renault[54] ;
- plusieurs maisons traditionnelles normandes du XVIIe siècle au XIXe siècle[55],[56],[57],[58],[59],[60],[61],[62].

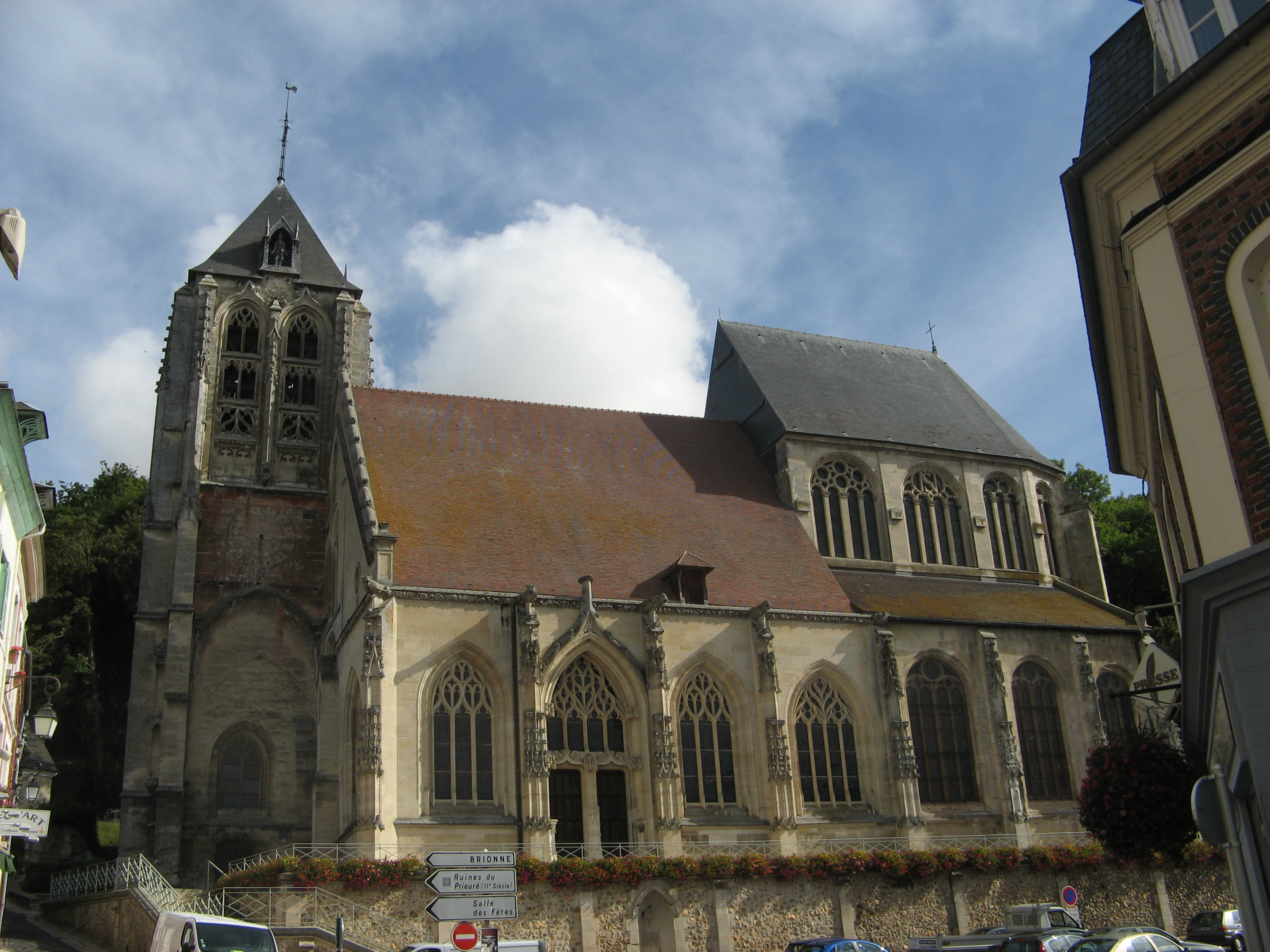
L'église Saint-Nicolas.
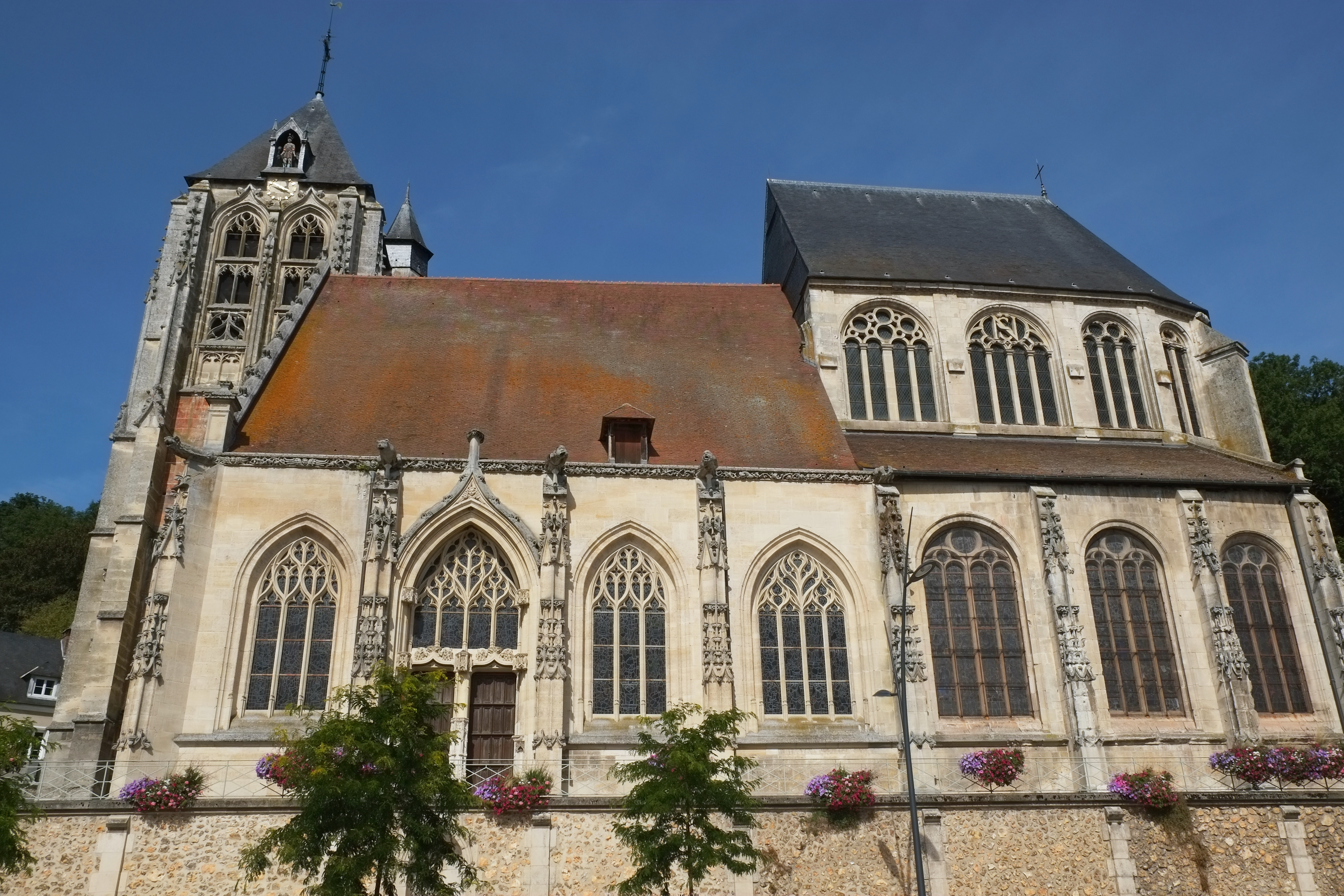
L'église Saint-Nicolas.
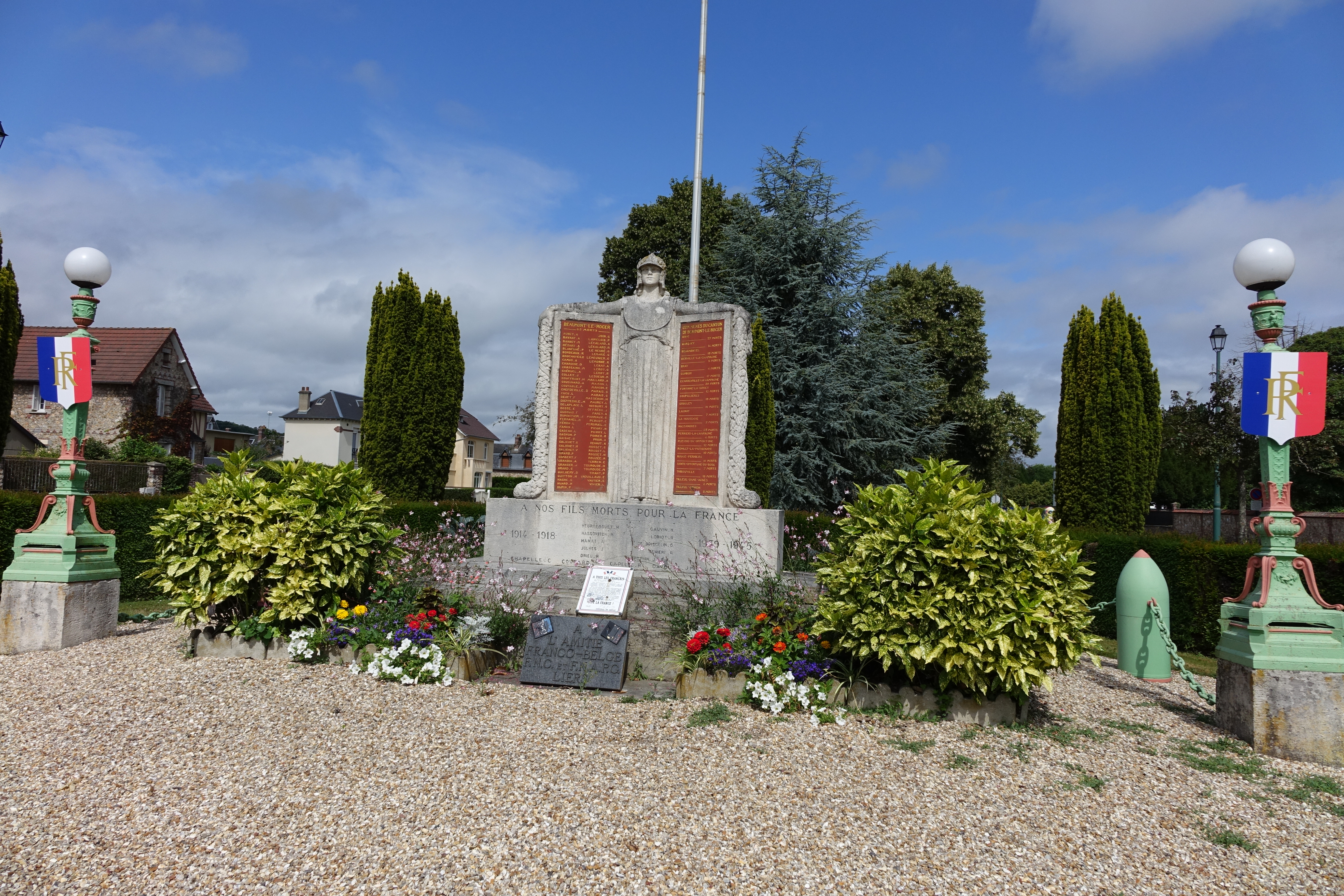
Le monument aux morts.
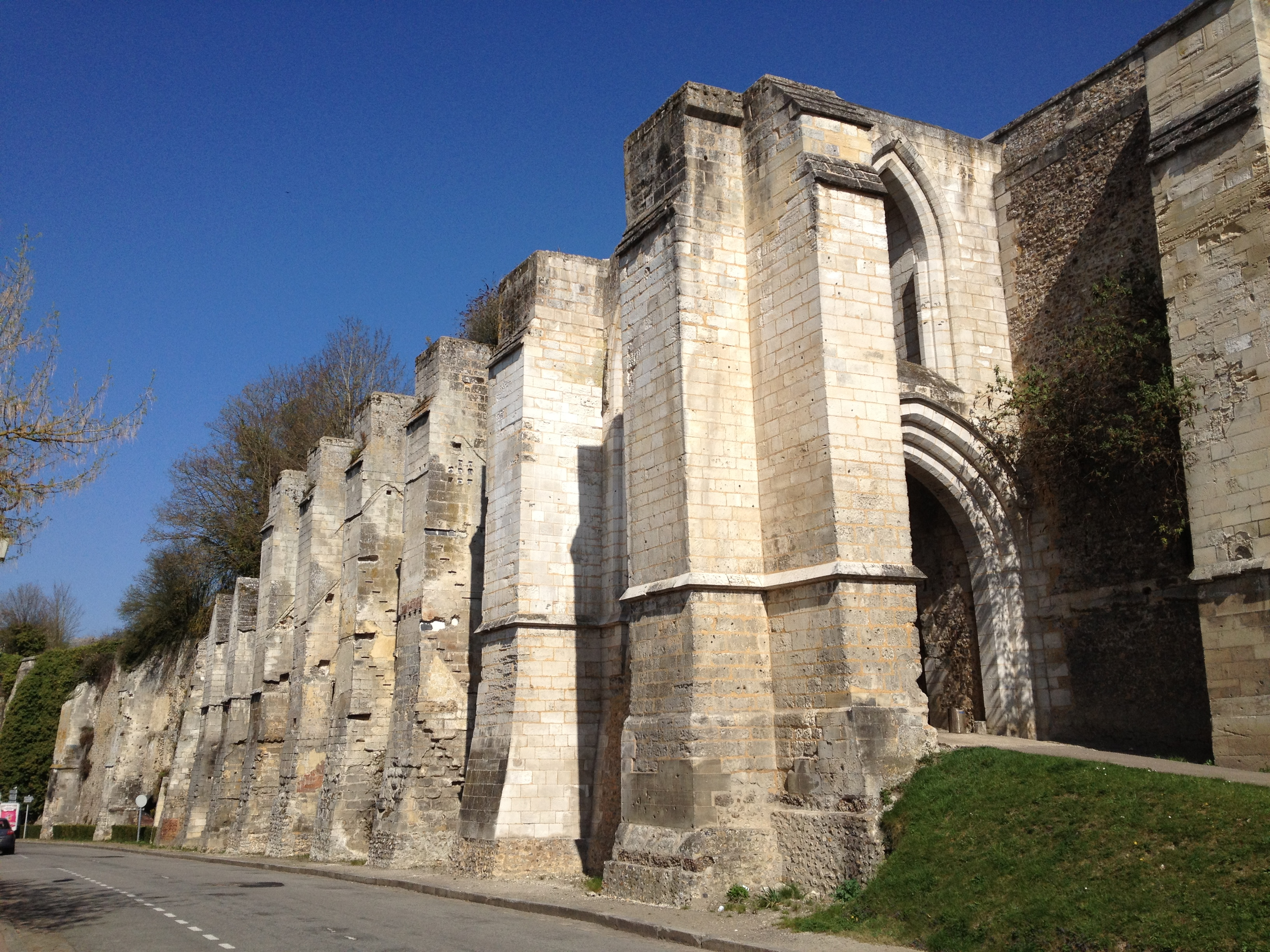
L'entrée du prieuré de la Sainte-Trinité.
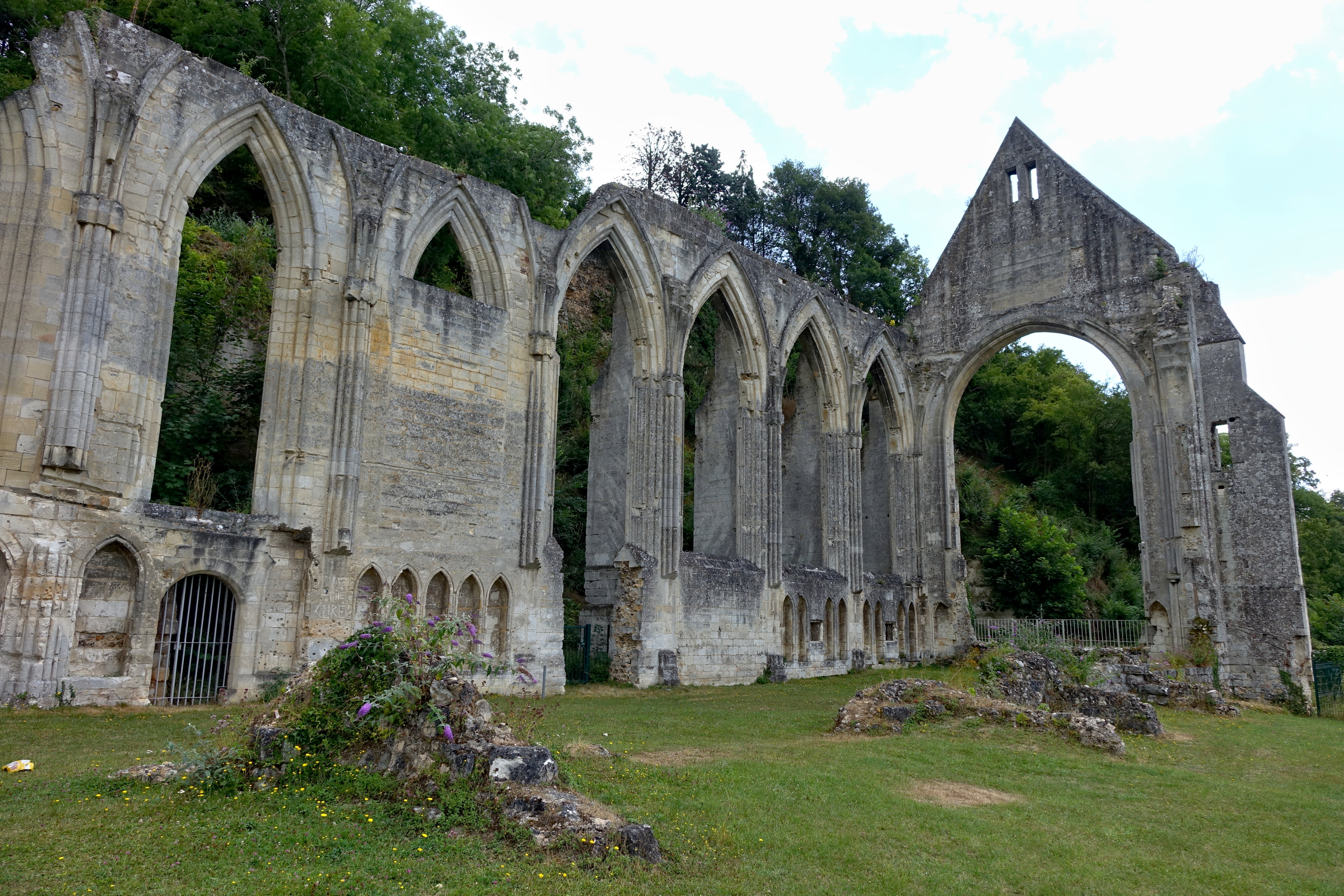
Hauteurs du prieuré (ruines) de la Sainte-Trinité.
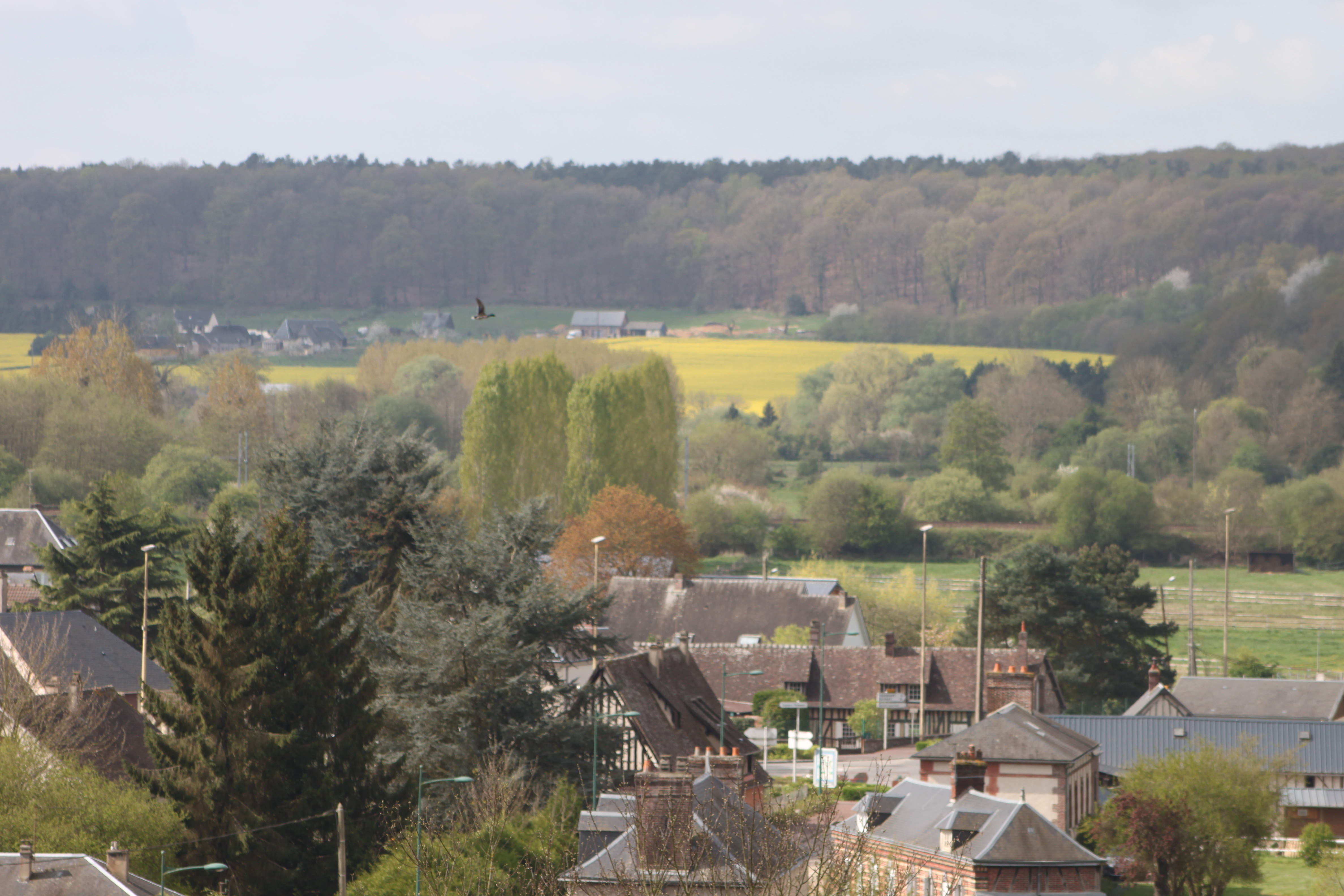
Vallée de la Risle depuis les hauteurs du prieuré.
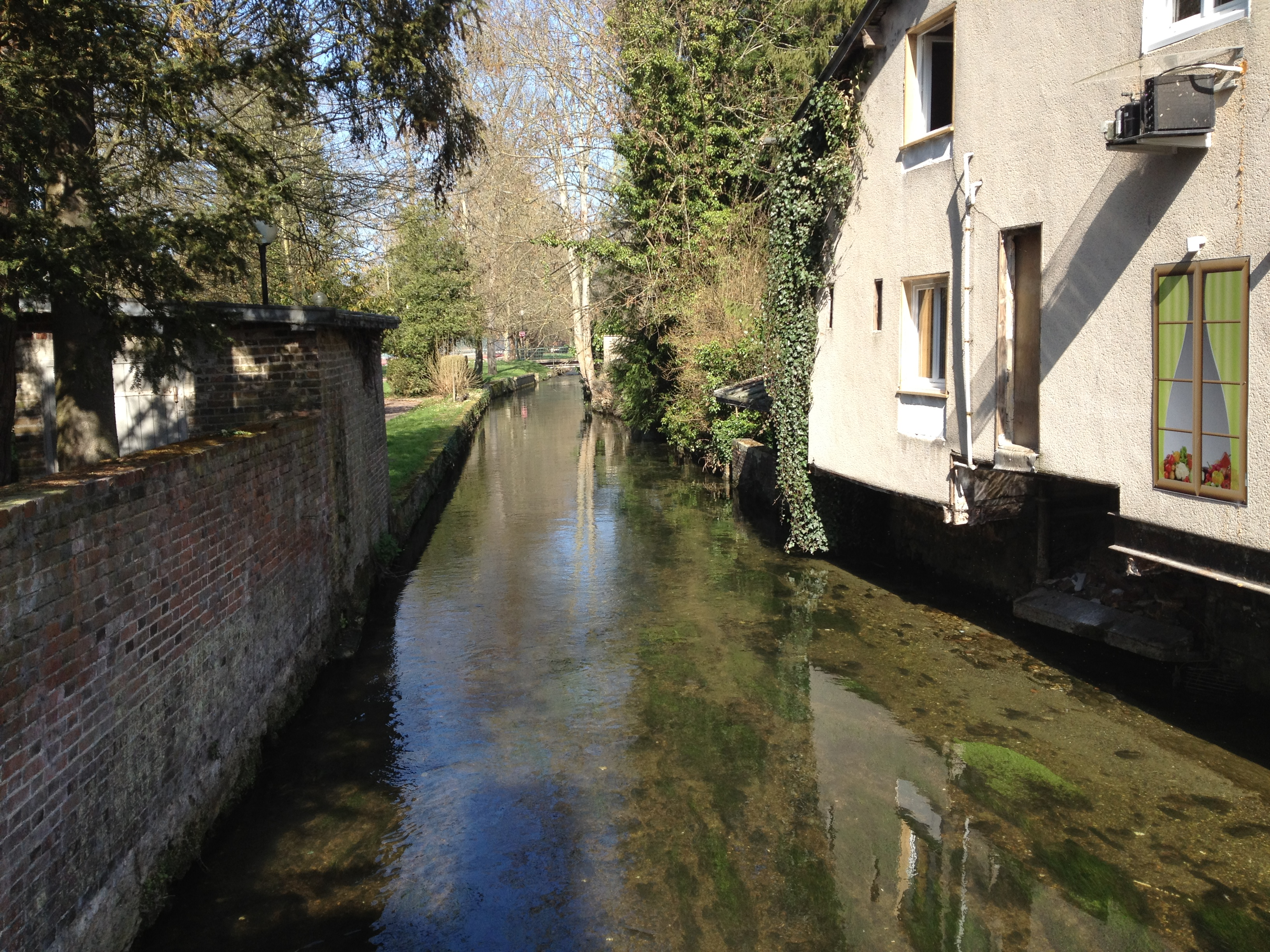
La Risle coulant à Beaumont-le-Roger.
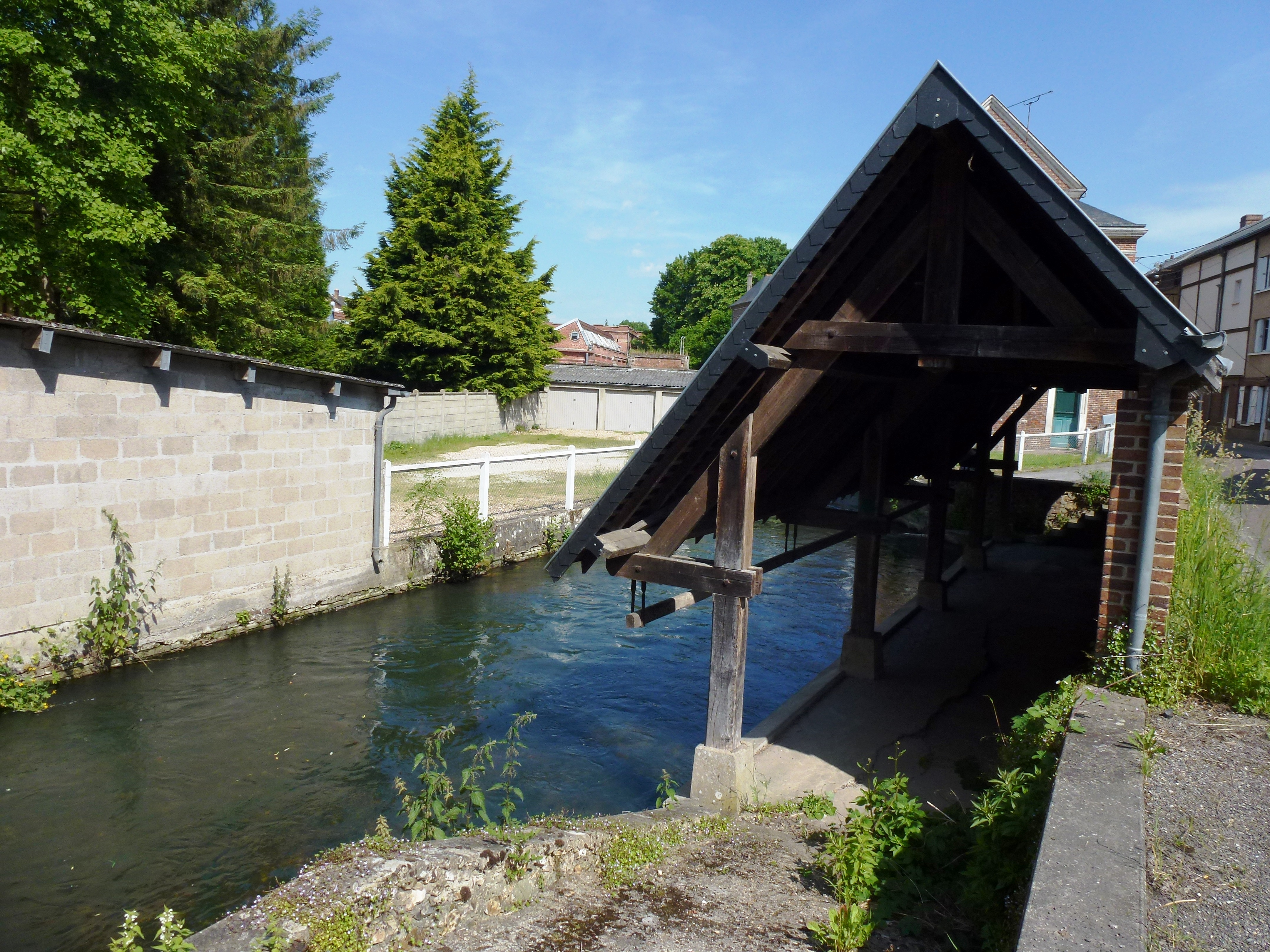
Un lavoir.
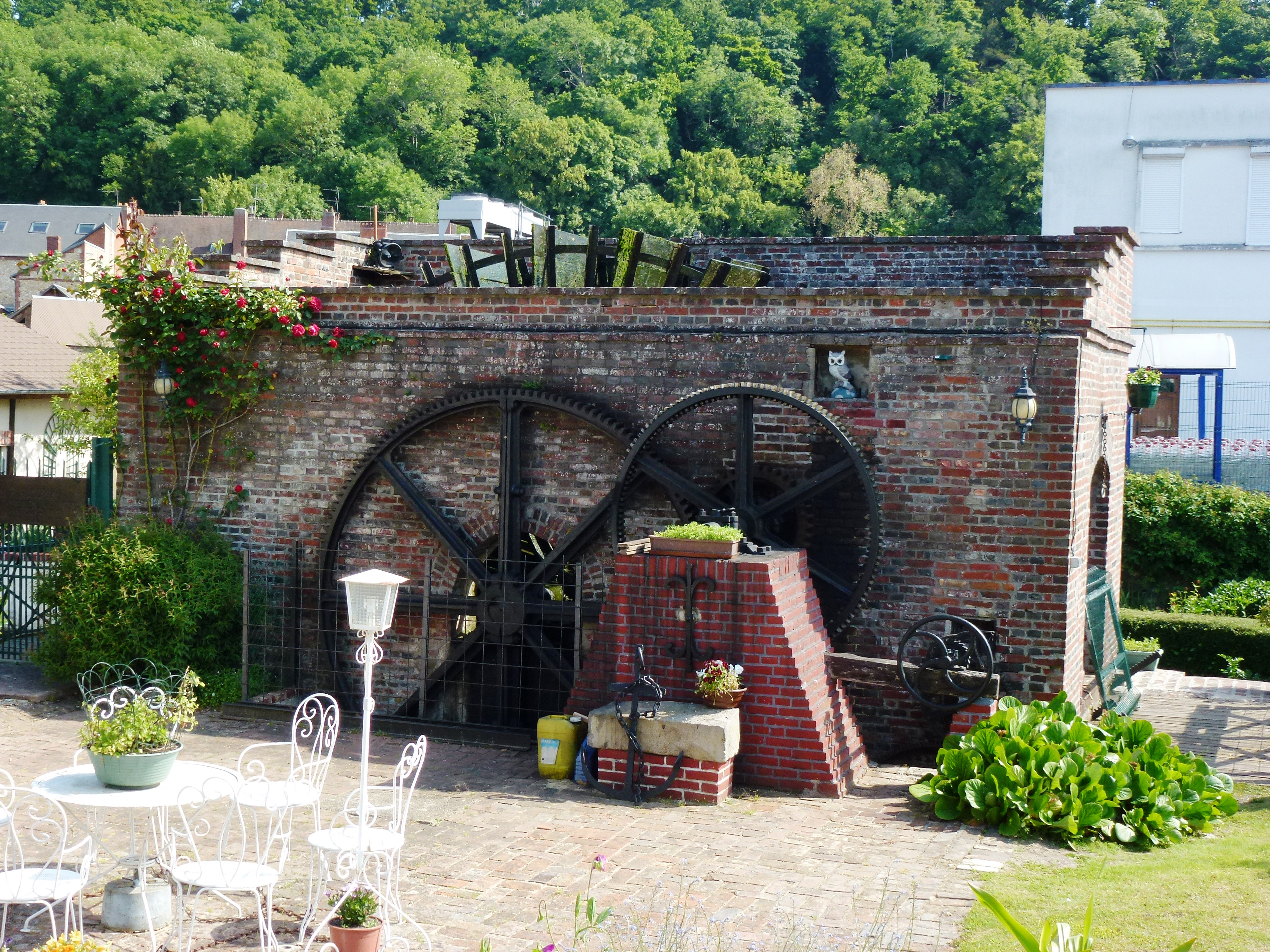
Une roue d'eau.
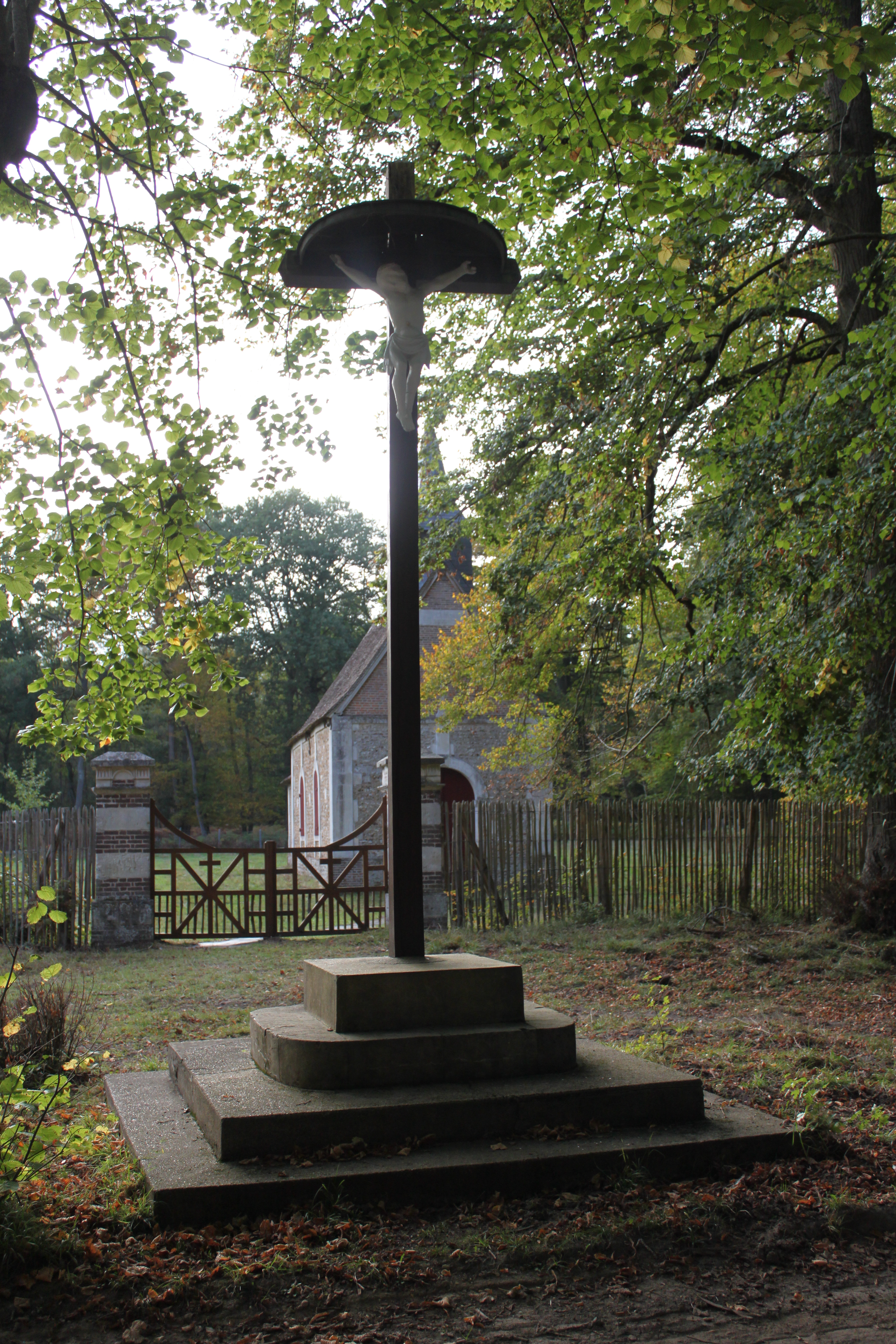
La chapelle Saint-Marc, située dans la forêt.

### Patrimoine naturel

#### Natura 2000
- « Risle, Guiel, Charentonne »[63].
- « Les cavités de Beaumont-le-Roger »[64].

#### ZNIEFF de type 1
- Les bois de la côte de la Ferrière[65] ;
- Le bois et les prairies du Hom[66] ;
- La mare du Rond Madeleine[67] ;
- Les cavités de Beaumont-le-Roger[68].

#### ZNIEFF de type 2
- La vallée de la Risle de la Ferrière-sur-Risle à Brionne, la forêt de Beaumont, la basse vallée de la Charentonne[69].

#### Sites inscrits
- Le pont aux Chèvres et ses abords[70].

 Site inscrit (1939) ;
- Le pont de l’Étang et ses abords[71].

 Site inscrit (1939).

### Personnalités liées à la commune

#### Époque médiévale
- La famille de Beaumont, dont Roger de Beaumont (1015 – 29 novembre 1094), vicomte de Rouen, seigneur de Vatteville-la-Rue, Pont-Audemer et Beaumont, est la fondatrice de la ville. Elle fit partie des grandes familles baronniales anglo-normandes qui s'enracinèrent en Angleterre après la conquête normande.
- Le comte Robert III d'Artois (1287-1342), seigneur de Conches-en-Ouche, de Domfront et de Mehun-sur-Yèvre, a reçu en 1310 en apanage le comté de Beaumont-le-Roger en dédommagement du comté d'Artois auquel il prétendait. Il est l'un des personnages principaux de la suite historique de Maurice Druon, Les Rois maudits.

#### Époque moderne
- Michel de Castelnau Mauvissière (1517-1592), comte de Beaumont-le-Roger, peut-être seulement en titre, capitaine de cinquante hommes d'armes et diplomate, ambassadeur en Angleterre.
- Louis de Marillac (1572-1632), comte de Beaumont-le-Roger, maréchal de France, exécuté le 10 mai 1632 sur la place de Grève à Paris.
- Jean Charles Guillaume Le Prévost de Beaumont (1726-1823), homme de lettres qui resta vingt-deux années emprisonné pour délit d'opinion, est né à Beaumont-le-Roger.

#### Époque contemporaine
- Jules Prior (1822-1903), grand poète de Beaumont, est né (probablement) en 1822 dans la ville. Lors de la guerre franco-allemande de 1870, Prior, grand patriote, rédigera Le Prisonnier de Metz, dix-huit ans plus tard, en 1888, qui sera une pièce en trois actes faisant état du ressentiment du conflit d'un point de vue local. Il sera récompensé de sa trop peu connue carrière littéraire par le prix Montbinne de l’Académie française en 1897, puis deux ans plus tard, des Palmes académiques. Décédé en 1903, Prior repose au cimetière de Beaumont-le-Roger. Une rue de Beaumont porte son nom de nos jours.
- Louis Aston Knight (1873-1948), peintre franco-américain, a vécu avec sa famille à Beaumont-le-Roger, dans une grande propriété style Louis XIII en briques et pierres blanches construit par l'architecte François Mansart (manoir Chantereine, rue de l'Abbaye). Durant tout son séjour jusqu'en 1940, il ne cessa de peindre sa chaumière et le paysage local, qu'il trouvait magnifiques. La légende raconte que Knight, en compagnie de son épouse, rencontra le peintre Claude Monet, qu'il admirait, à l'hôtel du « Lion d'or » de Beaumont. Pour inciter les Beaumontais à cultiver un jardin bien fleuri, Knight offrait chaque année 1 000 francs à l'issue d'un concours, « la Chaumière fleurie ». Lorsque la maison du couple Knight fut détruite par l'American Air Force le 17 août 1944, le peintre refusa toute reconstruction et s'exila avec sa femme à New York, ville dans laquelle il mourut quatre ans plus tard. Son jardin fut comparé à celui de Monet à Giverny. Il offrit une toile en 1935, exposée au musée d'Évreux.
- Marcel Mule (1901-2001), saxophoniste, a passé son enfance à Beaumont-le-Roger. Son père, comptable aux usines Malhère, dirigea la fanfare de Beaumont, jouait du saxophone et donnait à ses heures libre des cours de musique. Devenu instituteur en 1920, Mule enseigna à l'école communale de Beaumont. Le 10 octobre 1964, dans le cadre du centenaire de la Société musicale de Beaumont-le-Roger, Mule offrit aux Beaumontais un grand concert en compagnie de ses amis Georges Gourdet, Guy Lacour, Marcel Josse, Danièle Perriers (1er prix du Conservatoire national de Rouen) et enfin Nicole Bruyère (qui fut par la suite directrice de l'école de musique de Beaumont-le-Roger).
- Eugénie de Grèce (1910-1989), princesse Radziwill, a vécu quelques années au Val-Saint-Martin.
- Philippe Delerm (né en 1950), écrivain, par ailleurs professeur au lycée Marie-Curie de Bernay, réside à Beaumont-le-Roger en compagnie de son épouse Martine, illustratrice. Son fils, le chanteur Vincent Delerm (né en 1976), y a grandi.
- Jean-Claude Camus (né en 1938), producteur français, a passé une partie de son enfance à Beaumont-le-Roger. Les obsèques de son père ont eu lieu fin 2006 dans la commune. Par ailleurs, il est le parrain de l'École de musique de la ville qui porte son nom.
- Hervé Delamarre (né en 1967), sportif français, a été membre du club de canoë-kayak de la ville durant près d'une décennie.
- Samuel Jouy (né en 1975), acteur, a grandi à Beaumont-le-Roger.

### Héraldique
| Armes de Beaumont-le-Roger | Les armes de la commune de Beaumont-le-Roger se blasonnent ainsi : d'azur semis de fleurs de lis d'or au lambel de quatre pendants d'argent brochant en chef sur le tout. |